# Kasuela
Kasuela (auch: Cashew Island, Kasjoe Eiland, Casuela) ist ein Dorf in der Region East Berbice-Corentyne in Guyana. Dabei gehört es zum umstrittenen Gebiet des Tigri Gebied (New River Triangle). Die Einwohner gehören zum Volk der Tiriyó und der Untergruppe der Mawayana Tiriyó (Froschmenschen). Es sind ca. 80 Personen. Insgesamt gibt es nur ca. 100 Mawayana Tiriyó.

## Geographie
Das Dorf liegt auf einer Insel in der Mitte des New River. Das Camp Tigri/Camp Jaguar liegt ca. vier Kilometer nördlich des Dorfes.

## Geschichte
Kasuela ist das älteste Dorf der Western Trio Group. Die ersten Siedler waren Tiriyó aus Kwamalasamutu in Suriname. 1997 schloss sich eine Waiwai-Familie aus Akotopono dem Dorf an.

## Kultur
2011 wurde eine Schule im Dorf eröffnet. 2020 erhielt das Dorf Zugang zu Gesundheitsfürsorge. Noch 2018 hatte Kasuela keinen Zugang zum Telefonnetz oder zum Internet.
Die Einwohner haben die Erlaubnis, sowohl bei den Wahlen in Suriname als auch bei den Wahlen in Guyana abzustimmen.
Das Dorf beteiligte sich jedoch nicht an den Village Council Elections 2018, weil sie vorziehen, ihre Anführer auf traditionelle Art zu bestimmen.
Kasuela ist nur über den Fluss zu erreichen. Der nächstgelegene Flugplatz befindet sich in Camp Jaguar.

## Sprache
Die Mawayana Untergruppe sprach ursprünglich die Mawayana Sprache, die jedoch durch Tiriyó ersetzt worden ist. Die letzten zwei Sprecher des Mawayana lebten 2015 in Kwamalasamutu. Die Annahme des Tiriyó geschah freiwillig und als Resultat des Zusammenlebens in größeren Dörfern. Die Schul hat bereits entschieden, dass die Kinder in Englisch unterrichtet werden sollen.